# Víktor Sujorúkov
Víktor Ivánovich Sujorúkov (en ruso: Виктор Иванович Сухоруков; n. 10 de noviembre de 1951) es un actor de cine ruso. Ha aparecido en más de cincuenta películas y programas de televisión desde su debut en 1974. Algunos de sus papeles más conocidos han sido bajo la dirección del difunto director Alekséi Balabánov, como en Días felices, De monstruos y hombres, Hermano y Hermano 2. En su país ha sido homenajeado con varios premios notables, entre ellos el de Artista meritorio de la Federación de Rusia (2002), Artista del Pueblo de la Federación Rusa (2008) y Caballero de la Orden de la Amistad (2011).

## Filmografía
La siguiente es una lista incompleta de su filmografía:
- Días felices (1991)
- El año del perro (1994)
- El castillo (1994)
- Todos mis Lenins (1997)
- Hermano (1997)
- De monstruos y hombres (1998)
- Hermano 2 (2000)
- Antikiller (2002)
- Poor Poor Paul (2003)
- Zhmurki (2005)
- La isla (2006)
- Almas silenciosas (2010)
- 22 minutos (película) (2010)
- Furtseva (serie de televisión) (2011)